# Margret Kreidl

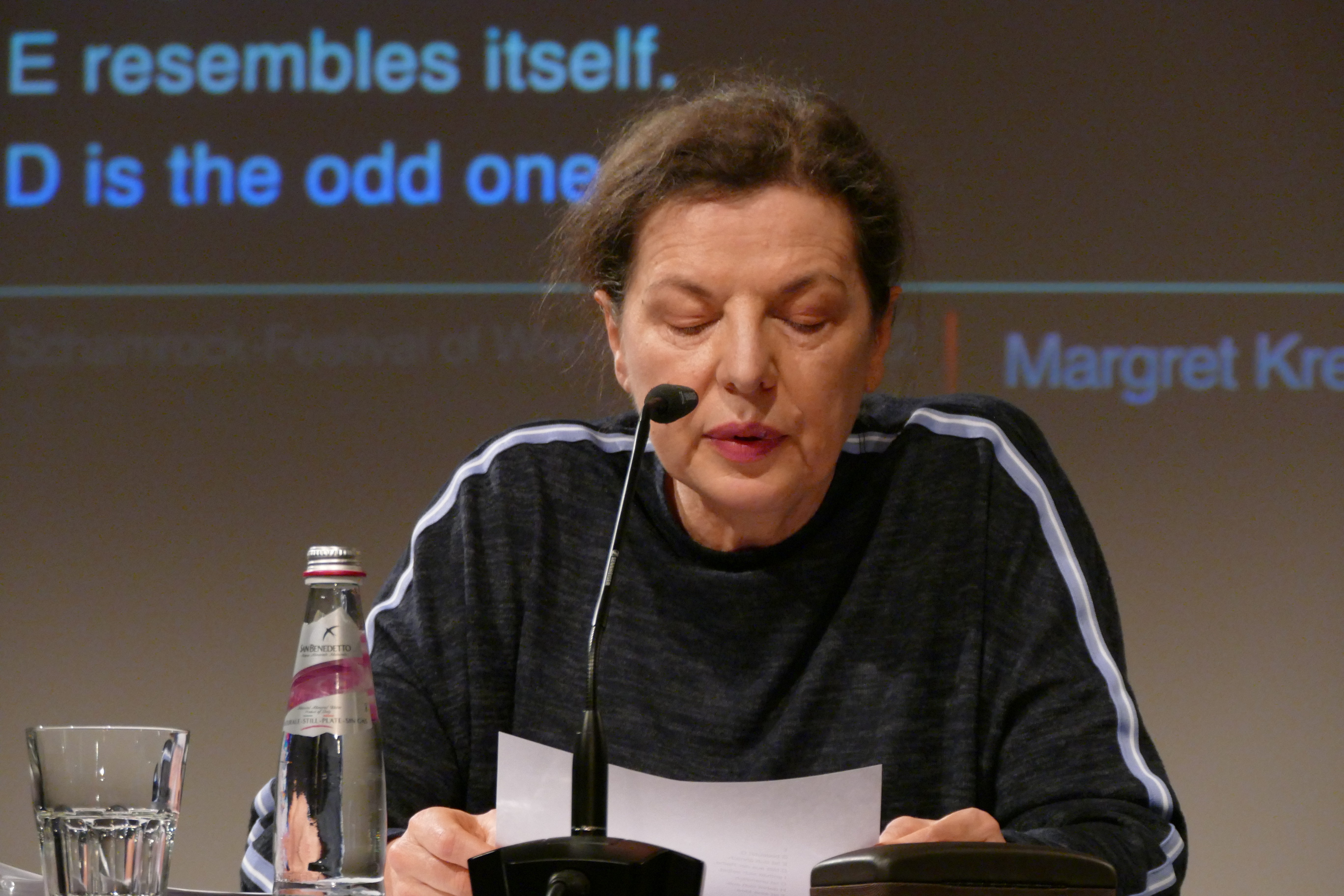
Margret Kreidl auf dem Schamrock Festival 2022 in München

Margret Kreidl (* 2. Jänner 1964 in Salzburg) ist eine österreichische Schriftstellerin. Sie ist Autorin zahlreicher Theaterstücke, Hörspiele, Gedichte, Libretti und Prosawerke.

## Leben
Aufgewachsen im Salzburger Flachgau, lebte sie von 1983 bis 1996 in Graz. Mittlerweile wohnt sie auf der Wieden in Wien. Margret Kreidls Lebensgefährte ist der Autor, Theater- und Hörspielregisseur Lucas Cejpek.
2003 war Kreidl Writer in Residence am Allegheny College in Meadville, Pennsylvania, im Sommer 2018 zwei Monate lang im Bodmanhaus in Gottlieben.
Auch gestaltete die Autorin Textinstallationen im Öffentlichen Raum.
Sie leitete Literaturworkshops an Schulen und Einrichtungen für Erwachsenenbildung im deutschen Sprachraum und unterrichtete Creative Writing an der Bowling Green State University, Ohio. Seit 2015 lehrt Margret Kreidl am Max Reinhardt Seminar im Fachbereich „Ästhetik und kreative Schreibwerkstatt“.

## Auszeichnungen (Auswahl)
- 1994: Reinhard-Priessnitz-Preis
- 1996: Literaturförderungspreis der Stadt Graz
- 2000: Förderungspreis der Stadt Wien
- 2001: Siemens-Förderpreis, Wien
- 2018: Outstanding Artist Award für Literatur[5]
- 2021: Preis der Stadt Wien für Literatur[6]
- 2024: H. C. Artmann-Preis[7]

## Werke

### Uraufführungen
- 1990 Asilomar, Szenische Collage, UA, fabrik, Graz
- 1992 Auf die Plätze. Sportlerdrama, UA, Stadttheater Koblenz
- 1993 Damen.Kontakte, Musik: Ernst Christian Rinner, UA, Forum Stadtpark, Graz; Halbe Halbe. Ein Stück, UA, Forum Stadtpark Theater, Graz
- 1994 Unter Wasser. Fünf Akte, UA, Volkstheater Wien; DE, Akademie Schloß Solitude, Stuttgart
- 1995 Unter Wasser. Fünf Akte, Reihe Junge Autoren Berliner Ensemble, Gastspiele: Theater an der Winkelwiese, Zürich; Théâtre de Poche, Bienne
- 1997 Dankbare Frauen. Komödie, UA, Postfuhramt Berlin–Mitte
- 1998 Unter Wasser. Fünf Akte für eine Sängerin und 13 Instrumentalisten, Musik: Richard Barrett, UA, Paradiso, Amsterdam; ÖE Steirischer Herbst, Graz
- 1999 Stilleben mit Wurmloch, Musik: Richard Barrett, Stimme: Ute Wassermann, UA, Podewil, Berlin; Mehlspeisenarie. Dramolett, UA, Burgtheater, Wien
- 2001 Auf gut Deutsch, UA, Marstall, München; Grinshorn und Wespenmaler. Heimatdramen, UA, Amerlinghaus, Wien
- 2004 Schneewittchen und die Stahlkocher, UA, Theater Phönix, Linz; Fünf Akte, Deutsch/Hebräisch, Szenische Lesung, Stadttheater Bremen
- 2006 Jedem das Seine; UA, Theater Phönix, Linz; Tu misma, Komposition: Ana Maria Rodriquez/Ute Wassermann, UA, Wittener Tage für Kammermusik; Dankbare Frauen/Des femmes reconnaisstantes, lecture spectacle, Théâtre Artistic Athévains, Paris

### Bücher
- Meine Stimme, edition gegensätze, Graz 1995
- Ich bin eine Königin. Auftritte, Wieser Verlag, Klagenfurt 1996
- In allen Einzelheiten. Katalog, Ritter Verlag, Klagenfurt 1998
- Süße Büsche, Das fröhliche Wohnzimmer, Wien 1999
- Grinshorn und Wespenmaler. 34 Heimatdramen, Das fröhliche Wohnzimmer, Wien 2001
- Laute Paare. Szenen Bilder Listen, mit CD, Edition Korrespondenzen, Wien 2002
- Mitten ins Herz. Edition Korrespondenzen, Wien 2005
- Eine Schwalbe falten. Edition Korrespondenzen, Wien 2009
- Einfache Erklärung. Alphabet der Träume, Edition Korrespondenzen, Wien 2014
- Zitat, Zikade. Zu den Sätzen. Edition Korrespondenzen. Wien 2017. ISBN 978-3-902951-26-7.
- Schlüssel zum Offenen. Gedichte. Edition Korrespondenzen. Wien 2021. ISBN 978-3-902951-64-9
- Mehr Frauen als Antworten. Gedichte mit Fußnoten. Edition Korrespondenzen. Wien 2023. ISBN 978-3-902951-75-5

### Hörspiele
- 1993 Halbe Halbe, ORF, Ö1
- 1994 Meine Stimme, Gesang: Ute Wassermann, ORF Ö1
- 1996 Reiten, ORF Ö1
- 1998 Auf der Couch, ORF Ö1
- 2000 Privatprogramm, ORF Ö1
- 2002 Heimatkunde, ORF Ö1
- 2003 Spuren, Schwärme, ORF Ö 1
- 2004 Wir müssen reden, ORF Ö1
- 2006 Von Herzen, mit Schmerzen, ORF Ö1

## Übersetzungen
- 1996 Domino, Deutsch/Bulgarisch, übers. und hg. v. Nikolina Burneva, Bibliotheca Austriaca, Pik Verlag, Veliko Târnovo
- 1997 Királynő vagyok, ins Ungarische übersetzt von Dezső Tandori, Magyar Lettre, 25.(1997, Sommer)
- 2005 Le bonheur sur la colline. operette politique, ins Französische übersetzt von Catherine Weinzaepflen u. a., Éditions Al Dante, Paris
- 2005 Hitri streli, resnicne povedi, ins Slowenische übersetzt von Urska P. Cerne, Verlag Apokalipsa, Laibach